# Asesewa

Asesewa är en ort i södra Ghana. Den är huvudort för distriktet Upper Manya Krobo, och folkmängden uppgick till 9 189 invånare vid folkräkningen 2010.